# 그치지 않는 비는 없다
"그치지 않는 비는 없다"(Rainy Days Never Stay)는 한국에서 제작된 김현성 감독의 2008년 영화이다. 김현영 등이 주연으로 출연하였고 박남희 등이 제작에 참여하였다.

## 출연

### 주연
- 김현영
- 손진호
- 유성진
- 윤보라

## 기타
- 조연출: 김경진
- 미술: 이인옥